# Уловити љубав (књига)
Уловити љубав: колумне о љубави из дневног листа Политика је књига колумни Зорана Миливојевића објављена 2011. године у издању "Psihopolis institut" из Новог Сада. Књига је настала од колумни које је под називом Формуле љубави аутор објављивао три године у дневном листу "Политика".

## Аутор књиге
Зоран Миливојевић (1957) је др мед. психотерапеут с дугогодишњом праксом у индивидуалној, партнерској и групној терапији. Предаје на Универзитету Сигмунд Фројд у Бечу. Написао је неколико уџбеника и књига од којих се издвајају: Формуле љубави, Емоције, Игре које играју наркомани – Трансакциона анализа проблематичног узимања дрога. Заједно са Душаном Кецмановићем је објавио уџбеник Психијатрија, као и са Љубомиром Ерићем књиге Психотерапија, Сексуалне дисфункције и Динамичка психијатрија. У сарадњи са словеначким колегама објавио је илустровани приручник Мала књига за велике родитеље.Утемељио је социјалну психотерапију која користи медије којој је циљ да терапијске поруке допру до шире публике. У неколико књига: Уловити љубав, Психологике свакодневног живота, Психологичким списима и Родитељовање – о оптималном васпитању сабрао је текстове које је годинама објављивао у "Политици".
Живи и ради у Новом Саду и Љубљани.

## О књизи
У уводном делу кљиге који носи назив Колумне које сте волели, аутор је написао да је подухват писања колумни у "Политици" започет 2009. године када се од њега захтевало да једном у седам дана напише текст од око 2500 карактера у коме ће обрадити једну тему која се тиче љубави, партнерског живота, васпитања, и уопште емоционалних односа. Колумне су добиле назив по ауторовој књизи ''Формуле љубави: како упропастити сопствени живот тражећи праву љубав'' (2009). Колумна Формуле љубави је стекла своју редовну публику, те је аутор сматрао да је потребно објавити их у једној књизи. Колумне су нашле своје редовно место и у електронском издању "Политике" (Политика онлајн). Миливојевић је потом почео да на електронску адресу сваке колумне редовно објављује на свом профилу на друштвеној мрежи Фејзбук. Тако је дао могућност да сви заинтересовани који су прочитали колумну могу да успоставе директан контакт са њим.
Колумне су у књизи поређане хронолошки, онако како су и објављиване у "Политици".У књизи су сабране 133 колумне о љубави и односима. Прва колумна носи назив Живот или љубав и објављена је 13. марта 2009., а последња која је уврштена у књигу је Чврста љубав објављена 17. септембра 2011.
Књига има словеначко и хрватско издање. Након објављивања ове књиге сабране колумне из "Политике" објављене су у књигама Психологике свакодневног живота која садржи текстове од септембра 2011. до септембра 2014, Психологички списи са текстовима од септембра 2014. до септембра 2017, и Родитељовање: о оптималном васпитању, где се налазе текстови у којима се Миливојевић бави проблемима васпитања објављивани од марта 2009. до септембра 2017.